# Nowa Cerkiew (gromada w powiecie nowodworsko-gdańskim)
Nowa Cerkiew – dawna gromada, czyli najmniejsza jednostka podziału terytorialnego Polskiej Rzeczypospolitej Ludowej w latach 1954–1972.
Gromady, z gromadzkimi radami narodowymi (GRN) jako organami władzy najniższego stopnia na wsi, funkcjonowały od reformy reorganizującej administrację wiejską przeprowadzonej jesienią 1954 do momentu ich zniesienia z dniem 1 stycznia 1973, tym samym wypierając organizację gminną w latach 1954–1972.
Gromadę Nowa Cerkiew z siedzibą GRN w Nowej Cerkwi utworzono – jako jedną z 8759 gromad na obszarze Polski – w powiecie nowodworsko-gdańskim w woj. gdańskim na mocy uchwały nr 22/III/54 WRN w Gdańsku z dnia 5 października 1954. W skład jednostki weszły obszary dotychczasowych gromad Gniazdowo, Nowa Cerkiew i Palczewo ze zniesionej gminy Ostaszewo w tymże powiecie. Dla gromady ustalono 12 członków gromadzkiej rady narodowej.
1 stycznia 1960 gromadę zniesiono, a jej obszar włączono do gromady Ostaszewo w tymże powiecie.